# لی می-سون
لی می-سون (انگلیسی: Lee Mi-sun؛ زادهٔ ۱۹ فوریهٔ ۱۹۷۹) بازیکن زن بسکتبال اهل کره جنوبی بود. وی در بازی‌های المپیک تابستانی ۲۰۰۰، ۲۰۰۴ و ۲۰۰۸ شرکت کرده‌است.